# Le Plessis-Grimoult
Le Plessis-Grimoult là một xã của Pháp nằm trong département Calvados và vùng Normandie.

## Dân số
Thị trấn có hơn 1000 dân vào thế kỷ XVIII và 1002 dân vào năm 1793).
| Năm    | 1800 | 1851 | 1881 | 1911 | 1931 | 1946 | 1954 |
| ------ | ---- | ---- | ---- | ---- | ---- | ---- | ---- |
| Dân số | 820  | 757  | 660  | 515  | 402  | 396  | 327  |

| Năm | 1962 | 1968 | 1975 | 1982 | 1990 | 1999 | 2005 |
| --- | ---- | ---- | ---- | ---- | ---- | ---- | ---- |
| Dân số | 370  | 358  | 331  | 300  | 292  | 310  | 348  |
| From the year 1962 on: No double counting—residents of multiple communes (e.g. students and military personnel) are counted only once. 2005: Provisional population (annual survey). |      |      |      |      |      |      |      |